# Лами, Педру
Пе́дру Лами́ (часто упоминаемый как Пе́дро Лами́) (порт. José Pedro Mourão Lamy Viçoso; род. 20 марта 1972, Алдейя-Галега, Португалия) — португальский автогонщик, участник чемпионата мира Формула-1. Первый португалец, завоевавший очки в чемпионате Формулы-1.

## Ранние годы
В 17 лет выиграл свой дебютный чемпионат в португальской серии Formula Ford (1989 г.) 

В 1993-м выступая в соревнованиях Formula-3000, стал 2-м, отстав от чемпиона Оливье Паниса всего на одно очко, имея на своём счету победу на сложнейшей трассе в По.

## Формула-1

### Lotus
Дебютировал в Формуле-1 конце сезона 1993 года в одной из самых именитых команд — Lotus, которая, однако, в 1990-е годы переживала кризис. Заменял травмированного Алессандро Занарди. Лами провёл в команде четыре последних Гран-при сезона-1993 и четыре первых сезона-1994. Очков он не набирал, его лучшей стартовой позицией было восемнадцатое место.
24 мая 1994 года на тестах Lotus в Сильверстоуне попал в аварию и сломал обе ноги. В результате он был вынужден пропустить целый год, проходя восстановительную терапию.

## Minardi
Во второй половине сезона 1995 и весь сезон 1996 Лами выступал в Формуле-1 в итальянской команде Minardi. Он заменил в ней Пьерлуиджи Мартини. В 1995 году его напарником был Лука Бадоер, а в 1996 попеременно Джанкарло Физикелла, Тарсу Маркес и Джованни Лаваджи.
Лучший результат в карьере Педру показал на Гран-при Австралии 1995 года, где он финишировал шестым, набрав единственное очко в своей карьере.

## Кузовные гонки
В 2000 году Педру дебютировал в восстановленной серии DTM, в составе команды Mercedes. Однако, проведя всего 16 гонок в 2000 году и начале 2001 года, уходит, так ни разу и не попав на подиум.
В 2003 году в составе Zakspeed он становится чемпионом серии V8Star в её последний сезон.
В 2007 году Педру управляет спортпрототипом Peugeot 908HDi в серии ЛМС и становится её победителем в старшем классе ЛМП1. Однако в «24 часах Ле-Мана» «Пежо» ещё не могла тягаться с «Ауди» и финишировала 2-й.

## Полные результаты в Формуле-1
| Легенда к таблице |                                                                    |
| --- | ------------------------------------------------------------------ |
| В таблице перечислены результаты всех Гран-при Формулы-1, в которых принимал участие гонщик. Строками таблицы являются сезоны, столбцами — этапы чемпионата мира. В каждой клетке указаны сокращённое название этапа и результат, дополнительно обозначенный цветом. Расшифровка обозначений и цветов представлена в нижеследующей таблице. |                                                                    |
| \| Пример \| Описание \| \| ------------ \| ------------------------------------------------------------------ \| \| 1 \| Победитель \| \| 2 \| Второе место \| \| 3 \| Третье место \| \| 5 \| Финишировал, заработав очки \| \| Сход \| Не финишировал, но при этом заработал очки \| \| 12 \| Финишировал, не получив очков \| \| НКЛ \| Финишировал, но не попал в финальную классификацию \| \| 15 \| Участвовал вне зачёта, либо по отдельной классификации \| \| 18 \| Не финишировал, но попал в финальную классификацию \| \| Сход \| Не финишировал \| \| НКВ \| Не прошёл квалификацию \| \| НПКВ \| Не прошёл предквалификацию \| \| ДСК \| Дисквалифицирован \| \| ИСК \| Исключён из протокола соревнований \| \| ТТ \| Заявлен для участия только в тренировках \| \| НС \| Участвовал в квалификации, но не стартовал в гонке \| \| Т \| Травмирован или болен \| \| ОТК \| Отказ от участия \| \| НТР \| Прибыл на соревнования, но на трассу не выезжал \| \| НПР \| Был заявлен в числе участников, но не прибыл к началу соревнований \| \| О \| Соревнования отменены \| \| \| Не участвовал \| \| Поул-позиция \| \| \| Быстрый круг \| \| |                                                                    |
| Пример | Описание                                                           |
| 1 | Победитель                                                         |
| 2 | Второе место                                                       |
| 3 | Третье место                                                       |
| 5 | Финишировал, заработав очки                                        |
| Сход | Не финишировал, но при этом заработал очки                         |
| 12 | Финишировал, не получив очков                                      |
| НКЛ | Финишировал, но не попал в финальную классификацию                 |
| 15 | Участвовал вне зачёта, либо по отдельной классификации             |
| 18 | Не финишировал, но попал в финальную классификацию                 |
| Сход | Не финишировал                                                     |
| НКВ | Не прошёл квалификацию                                             |
| НПКВ | Не прошёл предквалификацию                                         |
| ДСК | Дисквалифицирован                                                  |
| ИСК | Исключён из протокола соревнований                                 |
| ТТ | Заявлен для участия только в тренировках                           |
| НС | Участвовал в квалификации, но не стартовал в гонке                 |
| Т | Травмирован или болен                                              |
| ОТК | Отказ от участия                                                   |
| НТР | Прибыл на соревнования, но на трассу не выезжал                    |
| НПР | Был заявлен в числе участников, но не прибыл к началу соревнований |
| О | Соревнования отменены                                              |
| | Не участвовал                                                      |
| Поул-позиция |                                                                    |
| Быстрый круг |                                                                    |

| Сезон | Команда                 | Шасси         | Двигатель             | Ш | 1        | 2      | 3        | 4      | 5     | 6        | 7        | 8        | 9      | 10       | 11     | 12       | 13       | 14       | 15     | 16       | 17    | Место | Очки |
| ----- | ----------------------- | ------------- | --------------------- | - | -------- | ------ | -------- | ------ | ----- | -------- | -------- | -------- | ------ | -------- | ------ | -------- | -------- | -------- | ------ | -------- | ----- | ----- | ---- |
| 1993  | Team Lotus              | Lotus 107B    | Ford HB 3.5 L V8      | G | ЮАР      | БРА    | ЕВР      | САН    | ИСП   | МОН      | КАН      | ФРА      | ВЕЛ    | ГЕР      | ВЕН    | БЕЛ      | ИТА 11   | ПОР Сход | ЯПО 13 | АВС Сход |       | НК    | 0    |
| 1994  | Team Lotus              | Lotus 107C    | Mugen-Honda 3.5 L V10 | G | БРА 10   | ТИХ 8  | САН Сход | МОН 11 | ИСП   | КАН      | ФРА      | ВЕЛ      | ГЕР    | ВЕН      | БЕЛ    | ИТА      | ПОР      | ЕВР      | ЯПО    | АВС      |       | НК    | 0    |
| 1995  | Minardi Scuderia Italia | Minardi M195  | Ford ED 3.0 L V8      | G | БРА      | АРГ    | САН      | ИСП    | МОН   | КАН      | ФРА      | ВЕЛ      | ГЕР    | ВЕН 9    | БЕЛ 10 | ИТА Сход | ПОР Сход | ЕВР 9    | ТИХ 13 | ЯПО 11   | АВС 6 | 18    | 1    |
| 1996  | Minardi Team            | Minardi M195B | Ford ED 3.0 L V8      | G | АВС Сход | БРА 10 | АРГ Сход | ЕВР 12 | САН 9 | МОН Сход | ИСП Сход | КАН Сход | ФРА 12 | ВЕЛ Сход | ГЕР 12 | ВЕН Сход | БЕЛ 10   | ИТА Сход | ПОР 16 | ЯПО 12   |       | НК    | 0    |